# Calamagrostis pringlei
Calamagrostis pringlei là một loài thực vật có hoa trong họ Hòa thảo. Loài này được Beal mô tả khoa học đầu tiên năm 1887.